# Sun Air of Scandinavia
Sun Air of Scandinavia — данська регіональна авіакомпанія зі штаб-квартирою в місті Біллунн (комуна Біллунн), що працює у сфері регулярних комерційних авіаперевезень під франшизою флагманської авіакомпанії Великої Британії British Airways. Під власним брендом компанія також виконує чартерні рейси та надає послуги аеротаксі
Портом приписки авіакомпанії і її головним транзитним вузлом (хабом) є аеропорт Біллунна.

## Історія
Авіакомпанія Sun Air of Scandinavia була заснована і почала операційну діяльність у 1978 році. Спочатку пропонувалися послуги аеротаксі та чартерних перевезень, однак вже до 1987 році компанія вийшла на ринок обслуговування регулярних комерційних маршрутів. 1 серпня 1996 року Sun Air of Scandinavia уклала франчайзингову угоду з British Airways, автоматично ставши афілійованим членом глобального авіаційного альянсу пасажирських перевезень Oneworld.
Повноправним власником авіакомпанії є Нільс Сандберг, всього в штаті компанії працюють 175 співробітників.
У січні 2021 року компанія подала заяву про банкрутство своєї німецької операційної дочірньої компанії Sun-Air of Germany і звільнила більшість співробітників у Німеччині.

## Маршрутна мережа

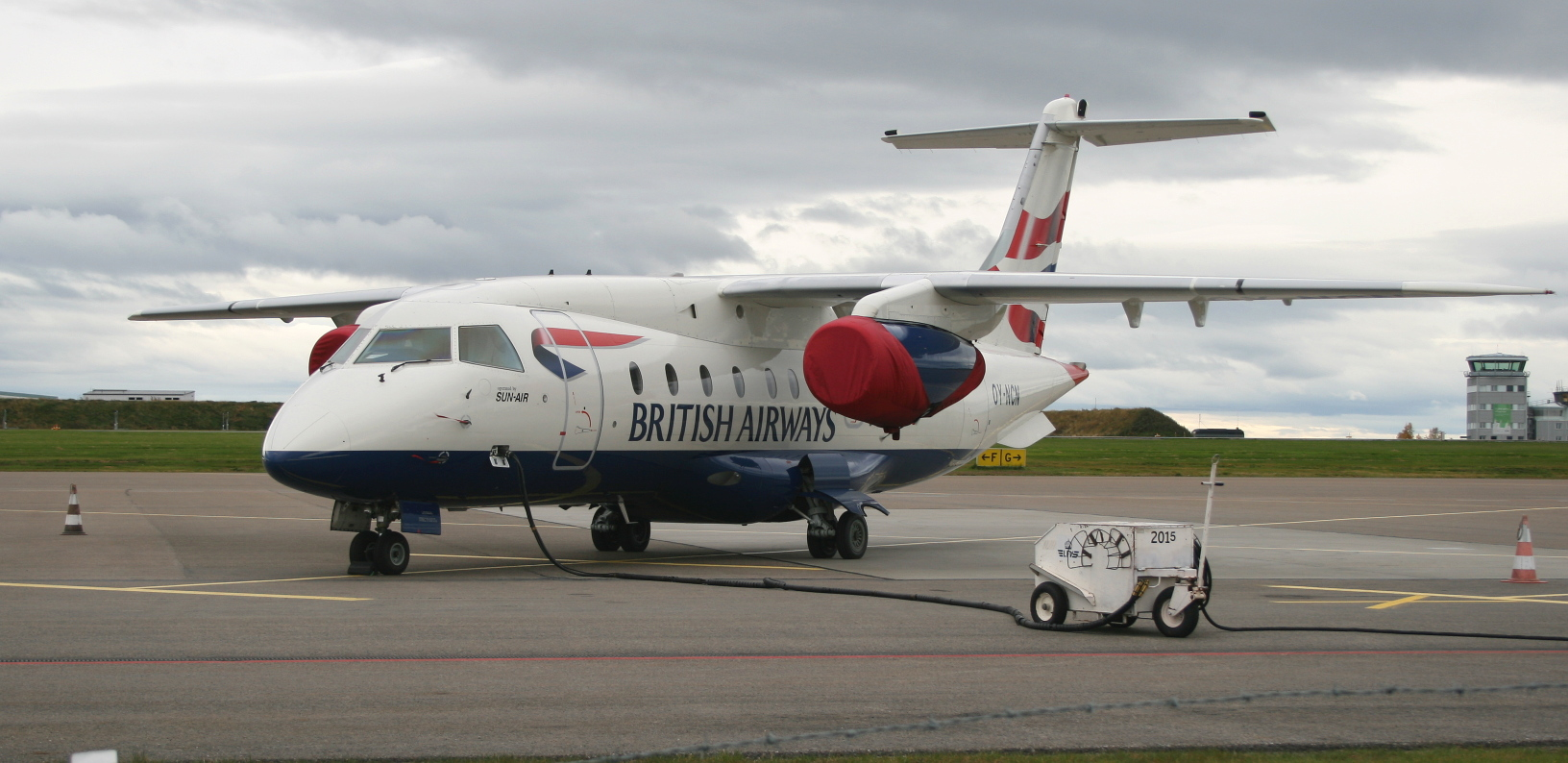
Fairchild Dornier 328JET авіакомпанії Sun Air of Scandinavia в забарвленні British Airways в аеропорту Естерсунд (Швеція)

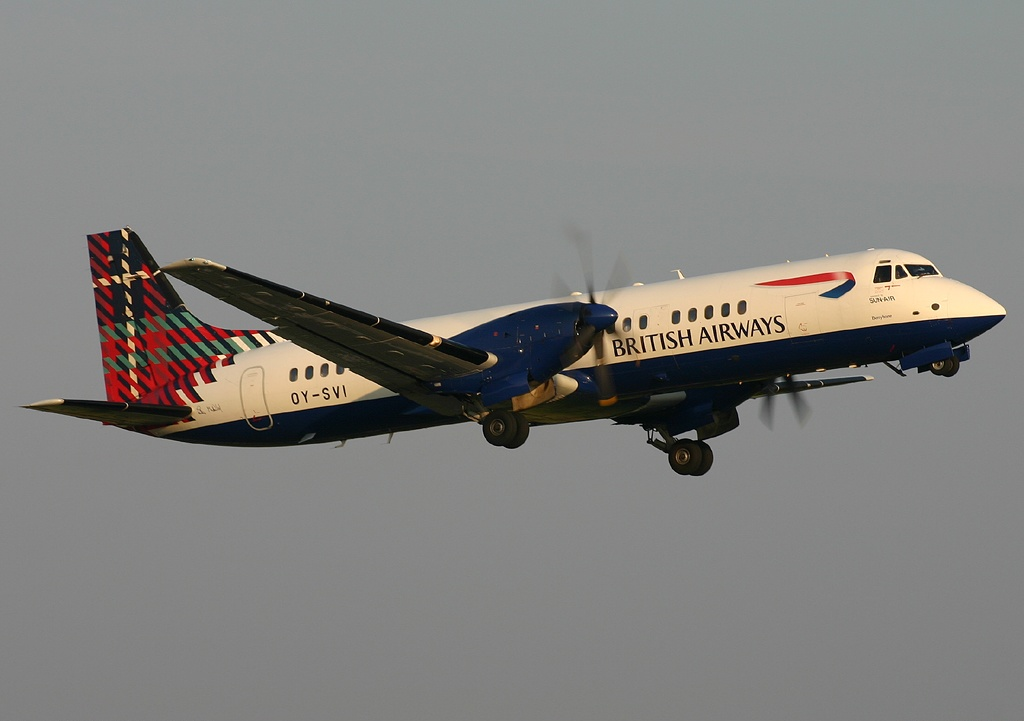
British Aerospace ATP

Станом на 10 червня 2012 року маршрутна мережа регулярних перевезень авіакомпанії Sun Air of Scandinavia охоплювала наступні пункти призначення:
 Бельгія
- Брюссель — аеропорт Брюсселя

 Данія
- Ольборг — аеропорт Ольборга
- Орхус — аеропорт Орхуса
- Біллунн — аеропорт Біллунна, хаб

 Німеччина
- Дюссельдорф — міжнародний аеропорт Дюссельдорф
- Мюнхен — аеропорт Мюнхена

 Норвегія
- Осло — аеропорт Гардермуен
- Берген — аеропорт Бергена

 Швеція
- Гетеборг — аеропорт Гетеборг-Ландветтер
- Стокгольм — аеропорт Стокгольм-Бромма

 Велика Британія
- Лондон — аеропорт Лондон-Сіті
- Манчестер — аеропорт Манчестера

## Флот

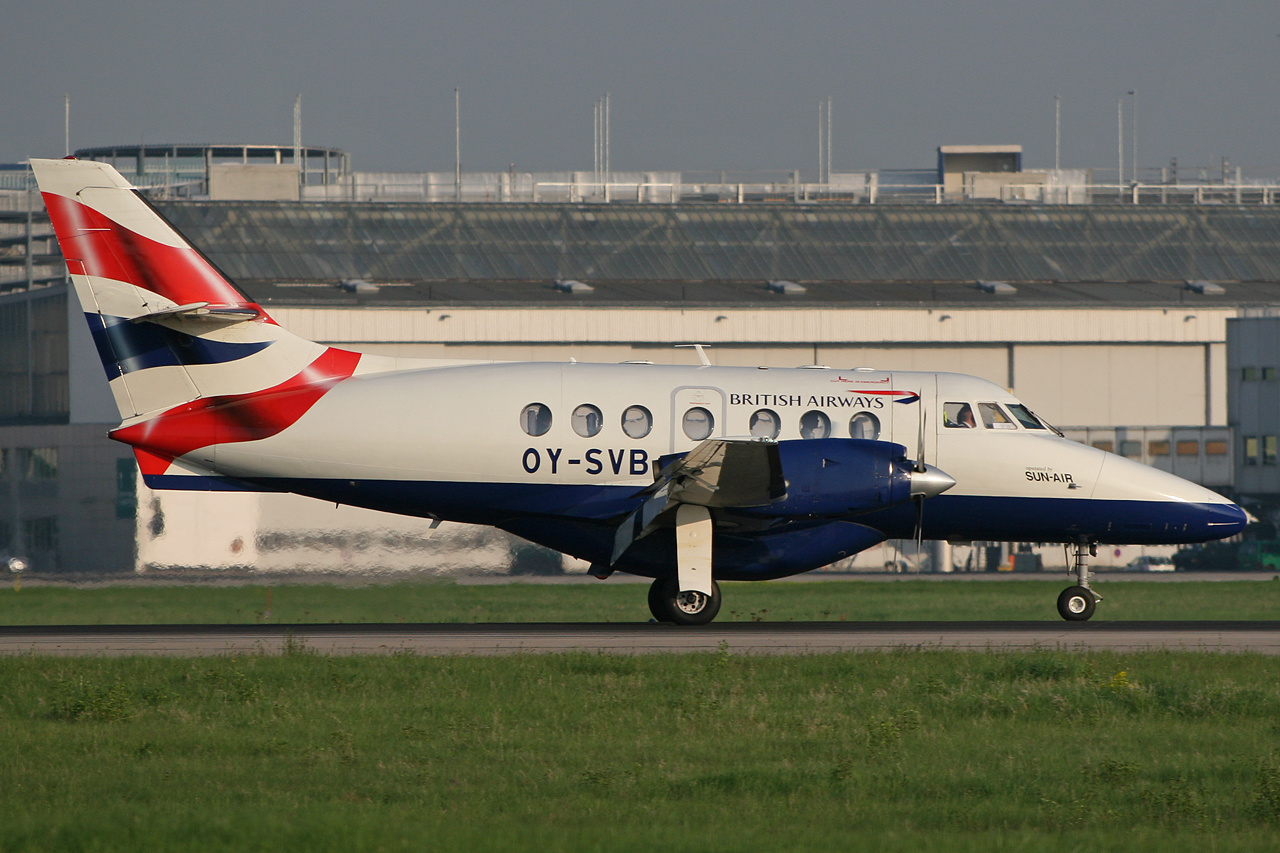
Jetstream 32 авіакомпанії Sun-Air Of Scandinavia